# Neoalbionella etmopteri
Neoalbionella etmopteri is een eenoogkreeftjessoort uit de familie van de Lernaeopodidae. De wetenschappelijke naam van de soort is voor het eerst geldig gepubliceerd in 1939 door Yamaguti.